# 林伍德鎮區 (內布拉斯加州巴特勒縣)
林伍德鎮區（英語：Linwood Township）是位於美國內布拉斯加州巴特勒縣的一個行政鎮區。

## 地方資料
林伍德鎮區的面積為92.94平方千米，皆為陸地。根據2020年美國人口普查的數據，當地共有人口213人，而人口密度為每平方千米2.29人。